# Haplophthalmus rhinoceros
Haplophthalmus rhinoceros је животињска врста класе Crustacea која припада реду Isopoda.

## Угроженост
Ова врста се сматра рањивом у погледу угрожености врсте од изумирања.

## Распрострањење
Врста има станиште у Словенији и Хрватској.